# Rally Serras de Fafe e Felgueiras

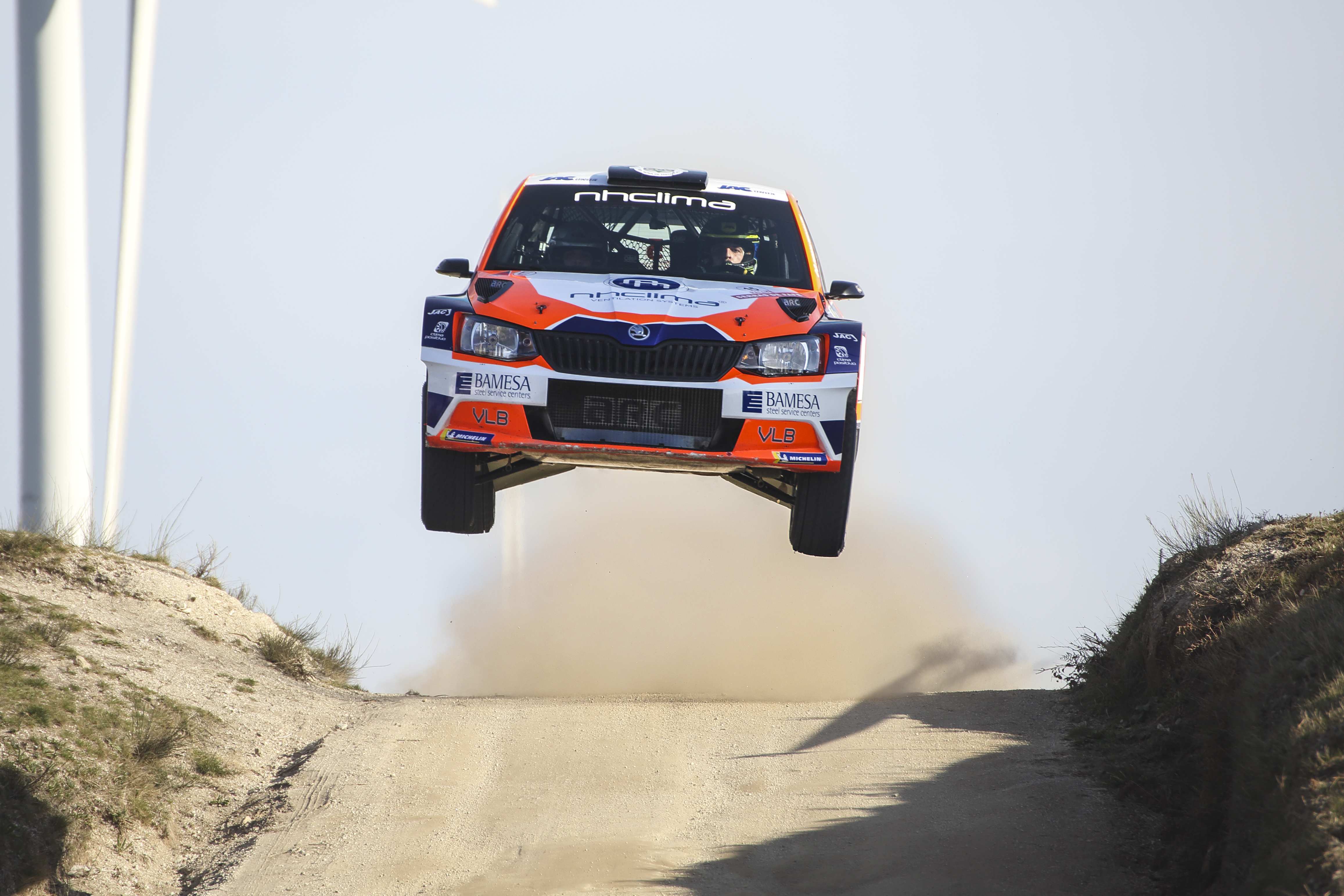
32. Rallye Serras de Fafe – portugalski zawodnik Pedro Almeida jadący Škodą Fabią R5

Rajd Serras de Fafe e Felgueiras (dawniej m.in. Rali Serras de Fafe, Rali FC Porto, Rallye às Antas) – rajd samochodowy organizowany rokrocznie w Portugalii. Rajd odbywa się od 1955 roku, a od roku 1968 jest eliminacją Rajdowych Mistrzostw Portugalii. W ostatnich latach rozgrywany był na nawierzchni szutrowej. W roku 2021 po raz pierwszy został eliminacją Rajdowych Mistrzostw Europy.

## Zwycięzcy[1]
| Rok  | Nazwa rajdu                                          | Kierowca                   | Pilot                   | Samochód                        | Kategoria |
| ---- | ---------------------------------------------------- | -------------------------- | ----------------------- | ------------------------------- | --------- |
| 1955 | 1. Rallye às Antas                                   | Ernesto Martorell          | ?                       | Denzel                          |           |
| 1956 | 2. Rallye às Antas                                   | António Leitão de Oliveira | ?                       | AC                              |           |
| 1957 | 3. Rallye às Antas                                   | Abílio Correia Lobo        | ?                       | Alfa Romeo                      |           |
| 1958 | 4. Rallye às Antas                                   | António Leitão de Oliveira | ?                       | AC                              |           |
|      |                                                      |                            |                         |                                 |           |
| 1968 | Rali às Barragens Norte                              | José Bernardino Lampreia   | Santos Vilalobos        | Renault 8 Gordini               | POR       |
| 1969 | 5. Rali às Antas                                     | Mabílio de Albuquerque     | Pedro Cameira           | Porsche 911                     | POR       |
| 1970 | 6. Rallye às Antas                                   | Francisco Santos           | Silva da Nogueira       | Ford Escort Twin Cam            | POR       |
| 1971 | 7. Rallye às Antas                                   | Giovanni Salvi             | José Arnaud             | Porsche 911 L                   | POR       |
| 1972 | 8. Rallye às Antas                                   | António Carlos Oliveira    | Eduardo Bon de Sousa    | Datsun 240Z                     | POR       |
| 1973 | 9. Rali às Antas                                     | Luís Netto                 | Manuel Coentro          | Fiat 124 Spider                 | POR       |
|      |                                                      |                            |                         |                                 |           |
| 1976 | 10. Rali às Antas                                    | António Diegues            | Henrique Alegria        | Opel 1904 SR                    | POR       |
| 1977 | 11. Rali Arbo                                        | Jorge Ortigão              | Miguel Sottomayor       | Opel 1904 SR                    | POR       |
| 1978 | 12. Rali Internacional Arbo                          | Jorge Ortigão              | Miguel Sottomayor       | Opel 1904 SR                    | POR       |
| 1979 | 13. Rali Internacional do Futebol Clube do Porto     | Mário Silva                | José Nobre              | Ford Escort RS 1800 MKII        | POR       |
| 1980 | 14. Rali Internacional do Futebol Clube do Porto/RAR | Mário Silva                | Pedro de Almeida        | Ford Escort RS 1800 MKII        | POR       |
| 1981 | 15. Rali do Futebol Clube do Porto                   | António Santinho Mendes    | Filipe Lopes            | Datsun Violet 160J              | POR       |
| 1982 | Rali Internacional Dão Lafões/FC Porto               | Joaquim Santos             | Miguel Oliveira         | Ford Escort RS 1800 MKII        | POR       |
| 1983 | Rali Internacional Dão/Lafões                        | João Santos                | Marques Manuel Almeida  | Fiat 131 Abarth                 | POR       |
| 1984 | Rali Internacional Serra do Marão                    | Joaquim Santos             | Miguel Oliveira         | Ford Escort RS 1800 MKII        | POR       |
| 1985 | Rali Internacional Serra do Marão                    | Joaquim Moutinho           | Edgar Fortes            | Renault 5 Turbo "Tour de Corse" | POR       |
| 1986 | Rallye do Porto                                      | Joaquim Moutinho           | Edgar Fortes            | Renault 5 Turbo "Tour de Corse" | POR       |
| 1987 | Rallye do Porto                                      | Manuel Mello Breyner       | Alfredo Lavrador        | Renault 11 Turbo                | POR       |
| 1988 | 1. Rali do Porto                                     | Carlos Bica                | Fernando Prata          | Lancia Delta HF 4WD             | POR       |
| 1989 | 2. Rali do Porto                                     | Carlos Bica                | Fernando Prata          | Lancia Delta HF 4WD             | POR       |
| 1990 | 3. Rali Esso/Futebol Clube do Porto                  | António Coutinho           | Cândido Júnior          | Toyota Celica GT-4 (ST165)      | POR       |
| 1991 | 4. Rali Esso/Futebol Clube do Porto                  | Carlos Bica                | Fernando Prata          | Lancia Delta Integrale 16V      | POR       |
| 1992 | 5. Rali Esso/Futebol Clube do Porto                  | José Miguel                | Luís Lisboa             | Ford Sierra RS Cosworth 4x4     | POR       |
| 1993 | 6. Rali Internacional Esso/FC Porto                  | José Miguel                | António Manuel          | Ford Sierra RS Cosworth 4x4     | POR       |
| 1994 | 7. Rali Porto Petróleos/FC Porto                     | Fernando Peres             | Ricardo Caldeira        | Ford Escort RS Cosworth         | POR       |
| 1995 | 8. Rali Porto Petróleos/FC Porto                     | Fernando Peres             | Ricardo Caldeira        | Ford Escort RS Cosworth         | POR       |
| 1996 | 9. Rali Esso/Futebol Clube do Porto                  | Fernando Peres             | Ricardo Caldeira        | Ford Escort RS Cosworth         | POR       |
| 1997 | 10. Rali Esso/Futebol Clube do Porto                 | Fernando Peres             | Ricardo Caldeira        | Ford Escort RS Cosworth         | POR       |
| 1998 | 11. Rali Esso/Futebol Clube do Porto                 | Adruzilo Lopes             | Luís Lisboa             | Peugeot 306 Maxi                | POR       |
| 1999 | 12. Rally Esso/F.C. Porto                            | Pedro Matos Chaves         | Sérgio Paiva            | Toyota Corolla WRC              | POR       |
| 2000 | 13. Rally Esso/F.C. Porto                            | Adruzilo Lopes             | Luís Lisboa             | Peugeot 206 WRC                 | POR       |
| 2001 | 14. Rallye F.C. Porto                                | Rui Madeira                | Fernando Prata          | Ford Focus RS WRC '01           | POR       |
| 2002 | 15. Rallye F.C. Porto                                | Miguel Campos              | Carlos Magalhães        | Peugeot 206 WRC                 | POR       |
| 2003 | 16. Rallye F.C. Porto                                | Fernando Peres             | José Pedro Silva        | Ford Escort RS Cosworth         | POR       |
| 2004 | 17. Rallye F.C. Porto                                | Pedro Leal                 | Luís Ramalho            | Mitsubishi Lancer Evo VII       | POR       |
| 2005 | 18. Rallye F.C. Porto                                | Fernando Peres             | José Pedro Silva        | Mitsubishi Lancer Evo VIII MR   | POR       |
| 2006 | 19. Rallye F.C. Porto                                | Miguel Campos              | Carlos Magalhães        | Subaru Impreza STi N12          | POR       |
| 2007 | 20. Rallye F.C. Porto                                | Bruno Magalhães            | Paulo Grave             | Peugeot 207 S2000               | POR       |
| 2008 | 21. Rallye F.C. Porto                                | Bruno Magalhães            | Mário Castro            | Peugeot 207 S2000               | POR       |
| 2009 | 22. Rallye F.C. Porto                                | Bruno Magalhães            | Carlos Magalhães        | Peugeot 207 S2000               | POR       |
| 2010 | 23. Rallye Serras de Fafe                            | Bernardo Sousa             | Nuno Rodrigues da Silva | Peugeot 207 S2000               | POR       |
| 2011 | 24. Rallye Serras de Fafe                            | Vitor Lopes                | Hugo Magalhães          | Subaru Impreza STi N14          | POR       |
| 2012 | 25. Rallye Serras de Fafe                            | Pedro Peres                | Tiago Ferreira          | Mitsubishi Lancer Evo IX        | POR       |
| 2013 | 26. Rallye Serras de Fafe                            | Bernardo Sousa             | Hugo Magalhães          | Peugeot 207 S2000               | POR       |
| 2014 | 27. Rallye Serras de Fafe                            | Pedro Meireles             | Mário Castro            | Škoda Fabia S2000               | POR       |
| 2015 | 28. Rallye Serras de Fafe                            | Ricardo Moura              | António Costa           | Ford Fiesta R5                  | POR       |
| 2016 | 29. Rali Serras de Fafe                              | José Pedro Fontes          | Inês Ponte              | Citroën DS3 R5                  | POR       |
| 2017 | 30. Rali Serras de Fafe                              | Pedro Meireles             | Mário Castro            | Škoda Fabia R5                  | POR       |
| 2018 | 31. Rali Serras de Fafe                              | Ricardo Moura              | António Costa           | Ford Fiesta R5                  | POR       |
| 2019 | 32. Rallye Serras de Fafe                            | Dani Sordo                 | Carlos del Barrio       | Hyundai i20 R5                  | POR       |
| 2020 | 33. Rallye Serras de Fafe e Felgueiras               | Armindo Araújo             | Luís Ramalho            | Škoda Fabia Rally2 evo          | POR       |
| 2021 | 34. Rally Serras de Fafe e Felgueiras                | Andreas Mikkelsen          | Elliott Edmondson       | Škoda Fabia Rally2 evo          | ERC, POR  |
| 2022 | 35. Rally Serras de Fafe e Felgueiras                | Nil Solans                 | Marc Martí              | Volkswagen Polo GTI R5          | ERC, POR  |
| 2023 | 36. Rally Serras de Fafe e Felgueiras                | Hayden Paddon              | John Kennard            | Hyundai i20 N Rally2            | ERC, POR  |

- POR – Rajdowe mistrzostwa Portugalii (CPR)
- ERC – Rajdowe Mistrzostwa Europy